# Angelillo
Ángel Sampedro Montero (Vallecas, Madrid, 12 de enero de 1908 - Buenos Aires, 24 de noviembre de 1973) conocido artísticamente como Angelillo, fue un cantante de coplas y flamenco y actor ocasional, que gozó de especial popularidad en España durante los años veinte y treinta.
Debido a su apoyo a la Segunda República, se exilió en Argentina tras el golpe de Estado de 1936, donde continuó actuando y realizando películas. A final de los años cincuenta regresó a España y editó nuevas composiciones en ambos países hasta su muerte en 1973.

## Biografía

### Inicios y éxito
Nació en la calle San Francisco, en Vallecas, concretamente en el barrio de Doña Carlota. Hijo de un emigrante gallego de Lugo que se ganó la vida como barrendero y una mujer toledana de etnia gitana. En el Colegio del Sagrado Corazón, del Puente de Vallecas, figuraba en el coro. 
Empezó a ganarse la vida como deshollinador y aprendiz de joyería. A mediados de los años veinte ganó un concurso de flamenco en Vallecas y en poco tiempo se convirtió en una figura destacada de la copla en España.
Cantó un estilo de flamenco muy particular, junto con coplas aflamencadas, y fandangos, cantes de ida y vuelta, soleares, media granaína, saetas, caracoles y tarantas, así como canciones de gran popularidad como "Chiclanera" (de Rafael Oropesa y Francisco Ledesma), "Farolero", "La hija de Juan Simón", "Tengo una hermanita chica", "Pobre presidiario", "Dos cruces" y "Camino verde". Fue actor en películas musicales de folclore andaluz, entre las que destacan La hija de Juan Simón (1935) y Suspiros de Triana (1955).

### Exilio y regreso
Angelillo gozó de una gran popularidad durante la Segunda República, de la cual fue un gran defensor, cantando en numerosas ocasiones para el ejército republicano y colaborando con la productora cinematográfica Filmófono, de los republicanos Ricardo Urgoiti y Luis Buñuel. Ello llevó a su exilio y consiguiente pérdida de fama en España tras el triunfo del bando franquista. El cantaor huyó de manera precipitada a Orán y desde allí, acompañado de Sabicas, a la Argentina, donde también alcanzó un éxito significativo.
A final de los años cincuenta regresó a España y continuó editando música a caballo entre ambos países hasta su muerte en 1973. Murió en Buenos Aires tras una operación de estómago. Su canción "La hija de Juan Simón" cierra la película La vaquilla (1985), de Luis García Berlanga, y "Soy un pobre presidiario" aparece en la película El laberinto del fauno (2006), de Guillermo del Toro.

## Discografía

### Sencillos (selección)
- 1927. La hija de Juan Simón
- 1928. No la debían de enterrar
- 1928. Un pajarillo cantaba
- 1929. Manuela Reyes
- 1929. La madre mía
- 1929. Con mi caballo lucero voy
- 1930. A las flores más bonitas
- 1931. Mi Carmen
- 1931. Taranta de la Sierra
- 1931. El pajarillo
- 1933. Al son de mi pasodoble (con Mary Carmen)
- 1934. Colombiana
- 1934. La muerte de Nonell
- 1934. A París (con Pedro Terol)
- 1935. Mi Jaca
- 1935. Como aquella Magdalena
- 1935. Ya no canto la Calandria (con Estrellita Castro)
- 1935. María Salomé
- 1935. Soy un pobre presidiario
- 1936. Chiclanera
- 1937. Si yo fuera capitán
- 1937. Fandangos militares
- 1937. Solo el amor
- 1937. Soy un marino (con Mapy Cortés)
- 1938. Ya no te quiero
- 1941. Mirando el azul del cielo (grabado en Argentina)
- 1950. La luna enamorada
- 1952. Mi recuerdo
- 1952. Lágrimas de sangre
- 1954. Ay gitano Tano
- 1954. Camino verde
- 1958. Vuelve a vivir

### Álbumes de estudio
- Angelillo (1966).
- Mi Pecado (1974).
- Angelillo (1978).
- Angelillo (1979).

## Filmografía
- El sabor de la gloria (1932).
- El negro que tenía el alma blanca (1934).
- La hija de Juan Simón (1935).
- ¡Centinela, alerta! (1937).
- La canción que tú cantabas (1939).
- Mi cielo de Andalucía (1942).
- Chachita la de Triana (1947).
- Suspiros de Triana (1955).
- Tremolina (1957).